# Varvara Golovina
Varvara Golovina, född 1766, död 1821, var en rysk grevinna, hovfunktionär och memoarskrivare. Hon var hovdam och förtrogen till kejsarinnan Elisabeth Alexejevna (Louise av Baden). Hon är känd för sina memoarer, som först utgavs i Frankrike. 